# International Biosciences
International Biosciences (IBDNA), è una società specializzata nei test del DNA con sede nel Regno Unito, con ufficio a Brighton, East Sussex. L'azienda offre una vasta gamma di test del DNA, tra cui il test prenatale Natera Panorama così come i test informativi per determinare le relazioni biologiche, l'ascendenza e il test di predisposizione genetica. La International Biosciences opera in tutto il mondo ed è presente in Irlanda, Francia, Germania, Spagna, Italia, Canada e India.

## Storia
Fondata nel 2005, la società è stata oggetto di critiche nel luglio del 2009 quando ha lanciato i test di paternità nelle farmacie di tutto il Regno Unito che l'hanno resa la prima azienda a vendere kit per i test del DNA al dettaglio. The Daily Mail ha scritto che i test portano le famiglie alla miseria per i bambini rifiutati mentre Josephine Quintavalle, del Comment on Reproductive Ethics, ha detto che la facile disponibilità del test ha sollevato preoccupazioni profonde
L'iniziativa di vendita è stata molto simile a quella impiegata con successo negli Stati Uniti da Identigene, LLC una controllata della Sorenson Genomics, LLC. 
La società si é ritrovata oggetto di notizie nel 2010 dopo che una coppia si è riunita dopo 23 anni, la madre è infatti risalita al suo ex a distanza di tanto tempo e gli ha chiesto di partecipare ad un test di paternità.